# 小夏 (らんま1/2)
小夏（こなつ）は、高橋留美子の漫画作品『らんま1/2』の登場人物。アニメ、ゲームには未登場。

## 経歴
ある日、八宝斎は早乙女乱馬と早乙女玄馬を連れて、くノ一隠れ里にある秘密の修行場「お色気喫茶くのいち」へと行った。しかし接客に小夏の義母と義姉達である小鉄・小梅・小枝が出てきたため、激怒した八宝斎の八宝大華輪によって秘密の修行場「お色気喫茶くのいち」を破壊されてしまった。敵を討つことを命令された小夏は、玄馬や八宝斎を始末し、乱馬も同様に始末しようとするのだが、なかなかうまいこといかず行き倒れになりかけているところを久遠寺右京に拾われる。
その後、抜け忍となった小夏は右京の店で働くことになり、最終的に義姉達や義母の嫌がらせを振り切り、右京の店で住み込みのウェイトレスをすることになる。

## 人物
百年に一人の天才と言われるくノ一であり、八宝斎からも手練れとしてその名を知られる実力者。色仕掛けではあったが八宝斎に勝利している。身なりや言葉遣いなど一見、女に見えるが本当は男である。
幸が薄く、かなりの貧乏性で、金銭感覚などがかなり狂っている。まともに白いご飯を食べたことはないらしく、布団で寝たこともない。子供の頃は幸せで、優しい両親がいて、何不自由ない生活だった。その後、病弱な母がなくなり、父が義母を迎えたが、その父も他界すると毎日意地悪な義母や義姉達にいじめられるようになった。このため義姉達や義母に虐げられてきたため恨んでいるので、虎視眈々と彼女たちを抹殺するチャンスを終始窺っていた。
戦闘力は高く、技の種類も多種多様（無差別格闘流以外では一番多い）。劇中で人間の登場人物で乱馬と戦い引き分けた数少ないキャラクターの１人。貧乏なので刀は竹光で、本物の刀は質に入れている。普段着は忍者の格好だが、ウェイトレスの時は、着物。女装すればかなりの美人で、男の恰好をするとかなりの美少年。感極まるとカラオケで歌う。
久遠寺右京には行き倒れになりかけたところを拾われ店に雇ってもらった恩義もあって好意を寄せるようになり自分の想いを秘密の巻物に書き綴っている。小鉄たちに右京が人質にされ秘密の巻物を奪われた際には助けに向かい救出。その後小鉄・小梅・小枝と共に里に戻ろうとしたところを右京から引き止められ残ることになった。現在は、右京のもとで住み込みのウェイトレスとして働いている。

## 小夏の技
熱おしぼり百本乱打
熱いおしぼりを乱打する。
おつまみあられ
霰が降るようにおつまみを相手の上から投げつける技。
ドリンク
ビール瓶で相手を叩く。
しびれ薬入りのつまみ、おしぼり
つまみで玄馬が、おしぼりで金魚がしびれさせられた。
風刃請求書
突風を起こして請求書が舞う技。相手を動きにくくし、混乱させる。
八方美人手裏剣
風刃請求書のあと、どこからともなく手裏剣を投げる。
接待交際費落とし
風刃請求書、八方美人手裏剣の連続技で相手のバックを取り、バックドロップを入れる技。
くノ一忍法必殺紅地獄
目にもとまらぬ速さで相手に口紅の痕をつける技。この技を受けた後、乱馬があかねに頬を叩かれる。
分け身の術
何人かに分身する、いかにも忍者と言った技。
くノ一忍法感謝の印
煙と同時に相手に無数の口紅の痕をつける。この技を受けた乱馬があかねに蹴られる。
くノ一忍法秘奥儀懐霞
胸にコショウを忍ばせる技。相手が胸をつかむとコショウが噴き出して相手がむせる。
闘神丹
右京を小鉄たちに人質に取られた時に小枝に食べさせられた秘薬。闘争本能が極限まで高まり闘いの命令に逆らえなくなる。

## 男の修行場 お色気喫茶くのいち
小夏が暮らしていた場所。人里離れた山の中のくノ一の里にある修行場で、歴史の中で男たちによって語り継がれてきた。冒険あり、お色気あり、アクションありの歴史的に大変貴重な存在。
しかし、実際のところはキャバクラなのだが、出てきたのは小夏の義理の母と義理の姉妹、小鉄・小梅・小枝であったため、激怒した八宝斎の八宝大華輪によって破壊された。